# Брік Тимофій Дмитрович
Тимофій Дмитрович Брік (нар. 24 жовтня 1987, Київ) — український науковець-соціолог, ректор Київської школи економіки (з 2022 року). 

## Біографія
Народився та виріс у Києві. Закінчив бакалаврат (у 2008 році) та магістратуру (у 2010 році) факультету соціології Київського національного університету імені Тараса Шевченка.
У 2011—2013 навчався на магістратурі в Утрехтському університеті. У 2013—2017 — на аспірантурі Мадридського університету імені Карла III, де здобув ступінь доктора філософії. 
З 2018 року працює у Київській школі економіки. Викладає та проводить дослідження в сфері соціології (соціологія релігії, методи соціальних досліджень, мережевий аналіз, ідентичності). Обіймав посади керівника соціологічних досліджень KSE Institute та віце-президента з міжнародних зв’язків університету.
Був гостьовим дослідником і викладачем у низці західних університетів: Стенфордський університет, Нью-Йоркський університет, Північно-Західний університет, Лондонська школа економіки та політичних наук. 
У квітні 2022 року призначений ректором Київської школи економіки. У віці 34 років став наймолодшим ректором університету в Україні.
Із 2017 до 2023 роки був членом наглядової ради аналітичного центру CEDOS. З 2021 року є національним координатором Європейського соціального дослідження в Україні. 